# Andy Soucek
Andy Christian Soucek (Madrid, 14 de Junho de 1985) é um automobilista conhecido pelo título do Campeonato de F3 Espanhola de 2005.

## Carreira[1]
Um dos mais experientes pilotos do Campeonato de Fórmula Dois da FIA em 2009, Andy Soucek começou a sua carreira no karting em 1997, com 11 anos de idade. Desempenhos consistentes e rápidos foram demonstrados nos seus 5 anos nos karts, ganhando o Campeonato de Madrid em 1999 e o Campeonato Catalão em 2000.
Em 2001, Andy Soucek passou para os monolugares, indo para o campeonato português de Fórmula Novis, acabando em 8º a sua primeira época. Em 2002 foi para a Fórmula 3 Espanhola, ganhando o Campeonato Júnior e sendo 8º na classificação geral do campeonato principal, tendo uma pole position.
Nos três anos seguintes o piloto manteve-se na Fórmula 3 Espanhola, demonstrando melhores desempenhos a cada ano até a uma temporada de 2005 notável, quando ganhou o campeonato. Registou, neste ano, três vitórias e 7 pódios ao longo da temporada, bem como uma volta mais rápida.
A seguir à sua superba vitória na Fórmula 3 Espanhola, Andy Soucek foi convidado a testar um carro de Fórmula 1 com a equipa Panasonic Toyota Racing em 2006. Ainda em 2006, foi para as World Series by Renault, onde competiu contra o seu futuro rival no Campeonato de Fórmula Dois da FIA em 2009 Mikhail Aleshin, obtendo uma vitória e seis pódios na temporada. Acabou o campeonato em 4º lugar.
A seguir ao seu sucesso nas World Series by Renault, Andy Soucek subiu às GP2 Series em 2007, onde acabou o ano como piloto mais bem classificado da sua equipa, a David Price Racing. Somou dois pódios ao longo da temporada, um segundo lugar em Spa-Francorchamps e um terceiro em Valência - dois circuitos que a F2 visitará em 2009.
Em 2008 correu novamente nas GP2 Series, somando um segundo lugar no Hungaroring e somando uma volta mais rápida em Monza. Além do campeonato principal, Andy Soucek correu também duas corridas nas GP2 Asia Series, conseguindo um terceiro lugar no Dubai na sua primeira corrida. Correu também na Fórmula Superliga, somando três voltas mais rápidas em 11 corridas, assinando com a equipa do Atlético Madrid em frente de milhares de fãs do clube, depois de fazer as duas primeiras corridas ao serviço do clube brasileiro SC Corinthians.
Em 2010 tornou-se piloto de testes da equipe Virgin Racing de Fórmula 1.

### Registo nos monolugares
| Época | Campeonato                        | Vitórias | Pole positions | Pontos | Lugar Final |
| ----- | --------------------------------- | -------- | -------------- | ------ | ----------- |
| 2001  | Fórmula Novis Portugal            | ND       | ND             | ND     | 8º          |
| 2002  | Fórmula 3 Espanha                 | ND       | 1              | ND     | 8º          |
| 2003  | Fórmula 3 Espanha                 | ND       | 1              | ND     | 1º          |
| 2004  | Fórmula 3 Espanha                 | ND       | 1              | ND     | 4º          |
| 2005  | Fórmula 3 Espanha                 | 3        | 2              | ND     | 1º          |
| 2006  | World Series by Renault           | 1        | 1              | ND     | 4º          |
| 2007  | GP2 Series                        | 0        | 0              | 15     | 16º         |
| 2008  | GP2 Asia Series                   | 0        | 0              | 6      | 14º         |
| 2008  | GP2 Series                        | 0        | 0              | 15     | 14º         |
| 2008  | Fórmula Superliga                 | 0        | 0              | 132    | 18º         |
| 2009  | Campeonato de Fórmula Dois da FIA | ND       | ND             | ND     |             |